# Augusto Magli
Augusto Magli (* 9. März 1923 in Molinella (BO); † 1. November 1998 in São Paulo, Brasilien) war ein italienischer Fußballspieler.

## Karriere

### Verein
Magli begann seine Karriere in seinem Heimatort beim Molinella Reno Football Club. 1941 schloss er sich der AC Florenz an, für den er im Alter von 17 Jahren am 28. Dezember 1941 im Spiel gegen den FC Modena in der Serie A debütierte. Nach einem kurzen Zwischenspiel beim FC Bologna kehrte er 1945 zur Fiorentina zurück, für die er die kommenden neun Jahre spielte. 
Nachdem Magli seinen Stammplatz verloren hatte und nur noch selten zum Einsatz gekommen war, wechselte er 1954 zu Udinese Calcio. Mit diesem Klub wurde er in seiner ersten Saison Vizemeister. Jedoch wurde Udinese wegen Korruption die Lizenz entzogen und musste in die Serie B zwangsabsteigen. 1956 stieg der Klub umgehend wieder in die Serie A auf und belegte in der folgenden Spielzeit den vierten Platz. Magli verließ Udine und spielte noch eine Saison für AS Rom, wo er 1958 seine aktive Laufbahn beendete.

### Nationalmannschaft
Zwischen 1949 und 1955 wurde Magli achtmal in der italienischen B-Auswahl eingesetzt. 
Sein einziges Länderspiel für die A-Nationalmannschaft bestritt Magli bei der Weltmeisterschaft 1950 in Brasilien beim 2:3 der Squadra Azzurra im ersten Gruppenspiel gegen Schweden.